# イスタリ
イスタリ（Istari、単数形: イスタル、Istar）は、J・R・R・トールキンの、『ホビットの冒険』『指輪物語』などに登場する魔法使いたち。クウェンヤで「知る者たち、賢人団」を意味する。シンダール語ではイスリン（Ithryn、単数形：イスロン、Ithron)。老人の姿をしているが、肉体にも精神にも強い力を宿している。第三紀の中つ国に現れ、自由の民の間をさまよった。

## アマンからの五人の使者
イスタリは本来、サウロンに対抗して中つ国の窮状を救うべくヴァラールによって選ばれ、アマンの地から中つ国へと送られたマイアールだった。イスタリの総数は不明だが、第三紀の1000年ごろ中つ国の北西に現れたのは五人である。ヴァラールはサウロンの打倒は自由の民によってなされるべきだと考え、サウロンよりも弱いマイアールを選び、かれらが中つ国の民に対しアイヌアの力を誇示し、支配することを禁じた。そのためかれらは「助言」によって自由の民によるサウロンの打倒を実現しなければならず、あからさまな「魔法」を使うことはめったにない。やむを得ず力を行使する際は、西方の使者としての地位を示す杖を用いるが、杖無しだと無力になるというわけではない（そもそも、魔法そのものがマイア本来の持つ神秘の力とは別物で、マイア本来の力の方が魔法よりも遥かに強力である）。
イスタリは人間の老人の姿をしている。中つ国に現れたときからすでに若くは見えなかったが、その後の老化はゆっくりとしたものだったという。これはあくまで助言者で援助者という立場から中つ国の守護者になることが要求されたからである。かれらは老人の肉体をまとうことで人間同様の悩みや苦しみ、死への恐怖を持った。アマンの記憶は曖昧になり、本来持っていた力と知恵は曇り、飢えや恐れなどの肉体的な危険に脅かされ、容易に堕落することも死ぬこともありえた。かれらの任務は非常に困難なものであり、五人中四人が任務を放棄したことからもそれが分かる。結果的に、サウロン打倒の任務を完遂して帰還したのは灰色のガンダルフただ一人であった。

### 白のサルマン
かれらの第一の者は、白のサルマンだった。アマンにおけるかれの名はクルモで、かれはアウレによって選ばれた。彼はイスタリの中で最も力ある者であった。しかし、いつからかヴァラールの命に背き、サウロンと同じように力への渇望に捕らわれ、サウロンに接触した。ついにサウロンに膝を屈し、彼の配下として中つ国に恐怖をまき散らすことになる。そしてサウロンの滅亡と共に彼の野望も潰え、後にホビット庄で蛇の舌グリマに刺殺され、西方世界に戻ることなく果てた。

### 灰色のガンダルフ
灰色のガンダルフのアマンにおける名はオローリンで、かれはマンウェによって選ばれた。サルマンと異なり彼は俗世間に精通した。荒野を広くさまよい、強者弱者を問わず、あらゆる自由の民の友となった。窮地にあるものは救い、絶望したものがいれば助言によって奮い立たせた。指輪戦争にも大きく関わり、かれによってサウロンは打倒される。そして人間による中つ国の再建を見届けた後、自由の民に惜しまれつつ灰色港から西方の地へ去っていった。

### 茶のラダガスト
茶のラダガストのアマンにおける名はアイウェンディルで、かれはヤヴァンナによって選ばれた。彼は大河の東岸、闇の森のはずれのロスゴベルに居を構えた。指輪戦争にはわずかながら関与しているが、中つ国の鳥獣を愛するあまり使命を忘れ、指輪戦争後も中つ国に留まり続けたと言われている。

### 青の魔法使い
青の魔法使いについては『指輪物語』でも『シルマリルの物語』でも名前が出ておらず、何をしていたのかも全く不明である。ガンダルフは「二人の名前は忘れてしまった」と語っている。
『終わらざりし物語』によると、青のイスタリ二人は密命を帯びてヌーメノールの版図のはるか先、東と南の地域に差し向けられた使者だった。敵地におもむく伝道師のようなものであった。かれらがどんな成果を上げたのかはわからないが、サルマンと同様かれらも失敗したが、ただし明らかに彼とは別の過ちを犯したのではなかろうか。おそらくは、サウロンの没落の後まで生き残った秘教や魔法の開祖となったのだろう、とされている。
『The Peoples of Middle-earth』においては、青のイスタリは東方で活動し、サウロンの同盟軍が西方に向かうのを妨害することで、間接的に自由の民の勝利に貢献したとされている。
このように青の魔法使いについては不明な点が多いが全く分かっていないわけではなく、二組の名前が残っている。第三紀のアラタールとパルランド、または第二紀のモリネフタールとローメスターモである。

#### アラタールとパルランド
『終わらざりし物語』にてその名が出てくる青の魔法使い。アラタール（Alatar）とパルランド（Pallando）はオロメによって選ばれた。中つ国でのかれらは、シンダール語でイスリン・ルイン（Ithryn Luin、単数形: Ithron Luin）（青の魔法使い）と呼ばれた。かれらはサルマンと共に中つ国の東方へと向かい、サルマンだけが帰ってきたという。力に溺れて東方のサウロンの下僕と化したか、任務を放棄したか、あるいは任務に失敗して囚われたり殺されたりしたのか、誰にも判らない。

#### モリネフタールとローメスターモ
『中つ国の歴史12巻 The Peoples of Middle-earth』にてその名が出てくる青の魔法使い。モリネフタール（Morinehtar）とローメスターモ（Rómestámo）はそれぞれ、「暗闇を屠る者（Darkness-slayer）」、「東方を救う者（East-helper）」を意味する。彼らはグロールフィンデルと同じく、サウロンが一つの指輪を鍛えた第二紀の1600年ごろ中つ国に現れた。グロールフィンデルがエリアドールにおけるエルロンドの手助けのために来たのに対して、彼ら青の魔法使いたちは中つ国の東方へ向かい、その地におけるメルコールを奉じるのを拒否した者達を助けるために来た。彼らは第二紀・第三紀を通じて、東方のサウロンの勢力の弱体化につとめて、これを混乱に陥れるのに大層重要な影響を及ぼした。また彼らは、第三紀に東方に逃げたサウロンの隠れ処を探したが、これを見つけることは出来なかった。